# Dipterocarpus elongatus
Dipterocarpus elongatus — вид тропических деревьев из рода Диптерокарпус семейства Диптерокарповые. Произрастает в Малайзии (полуостров Малакка и штат Саравак), Индонезии (Калимантан и Суматра) и Сингапуре. Встречается в первичных, вторичных и болотных лесах. Большое дерево до 60 метров высотой. Ствол прямой, цилиндрической формы, диаметром до 175 см. Из-за вырубки лесов находится под угрозой исчезновения (охранный статус CR).